# Entephria calcarata
Entephria calcarata là một loài bướm đêm trong họ Geometridae.